# Автоматизированная система паспортного контроля

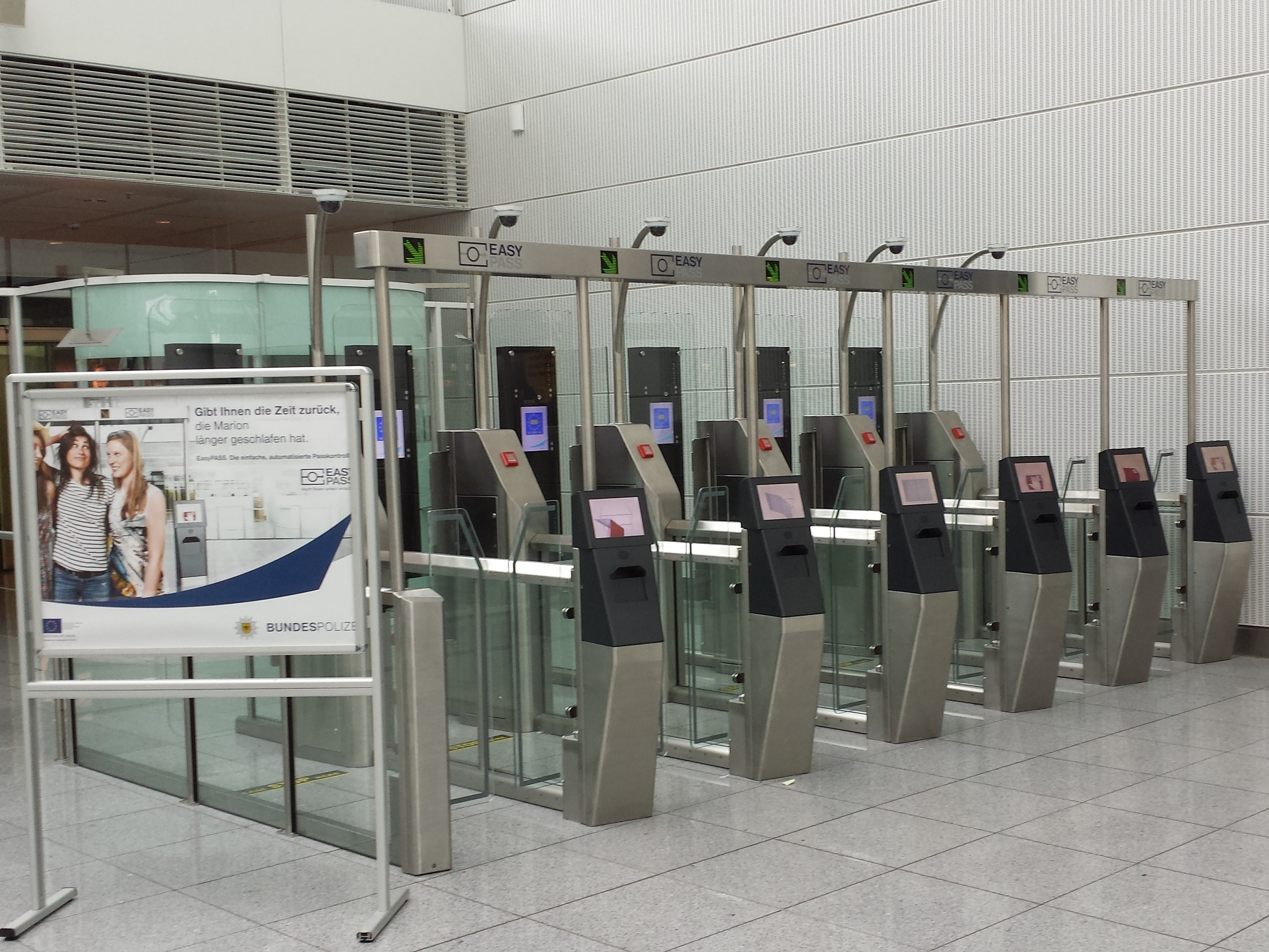
Система АСПК в аэропорту

Автоматизированная система паспортного контроля (сокр. АСПК, англ. eGates) - программно-аппаратный комплекс паспортного контроля установленный в пункте пропуска через государственную границу, функционирующая без непосредственного участия оператора, предназначенная для скоростной проверки подлинности документа и идентификации личности гражданина по комплексу биометрических показателей.

## Назначение
АСПК используется в транспортных узлах для удостоверения личности пассажира. Входит в комплекс оборудования транспортного узла наряду с системой досмотра. В некоторых случаях может быть совмещена с системой билетного контроля. В 2023 году наибольшее количество систем АСПК располагается в аэропортах. Также системы АСПК функционируют в портах и наземных пограничных пунктах. Замена пункта контроля с участием оператора на АСПК обеспечивает рост пропускной способности в 6 раз.

## История
Первые АСПК использовали распознавание радужной оболочки глаза. Первая АСПК в мире была запущена в Нидерландах в 2001 году. Первая АСПК в Азии была запущена в Саудовской Аравии в 2002 году. 
В ходе развития технологий распознавания была выбрана технология распознавания лиц и отпечатков пальцев вместо сканирования глаза. Первая в мире АСПК нового типа с распознаванием лица была установлена в 2004 году в Австралии. Первая в мире АСПК производства NEC способная распознавать лицо водителя внутри автомобиля была установлена на погранпереходе между Шэньчжэнем и Гонконгом заработала летом 2007 года. 
Первая АСПК в Африке была запущена в 2009 году в Гане.  
Первые АСПК были запущены в европейских странах в начале 21 века. 
- 2007-2009 годы в Португалии, Великобритании, Финляндии, Франции
- 2010-2011 годы в Германии, Испании, Чехии, Нидерландах
- 2012-2013 годы в Болгарии, Норвегии, Австрии, Ирландии, Эстонии.[5]

К 2013 году было установлено более 1100 пунктов пропуска АСПК в мире. 
Первая АСПК в США запущена в июле 2013 года в аэропорту Чикаго.
К 2015 году АСПК работали в пунктах пропуска как минимум 32 стран мира.

### В России
В 2011 году  отечественная АСПК был разработана НИИЦ биометрической техники МГТУ им. Баумана. В 2012 году тестовая кабина была установлена для испытаний в аэропорту Шереметьево в терминале Е. 
В 2015 году АСПК от МГТУ демонстрировалась на МАКС-2015.  
В 2018 году проведены эксплуатационные испытания автоматического пропускного модуля АСПК от АО "Финтех" в аэропортах Шереметьево и Домодедово.  
В начале 2019 года начались натурные испытания АСПК ГазИнТех в аэропорту Шереметьево в терминалах D и E.
В августе 2019 года АО "Финтех" был получен патент "АПМ АСПК" №2696898.
Первая в России система АСПК "Сапсан" начала функционировать лишь 23 июля 2021 года в Шереметьево С. 

## Конструкция
АСПК могут быть представлены в виде автоматических кабин или автоматических турникетов. 

### Виды пунктов пропуска АСПК

#### Автоматические кабины
АСПК такого вида имеет две автоматические двери. Являются наиболее распространенным типом АСПК в 2023 году в мире. Могут быть оформлены в виде замкнутого помещения или в виде двойного турникета.
Принцип работы
- Перед входом в кабину осуществляется сканирование  и распознавание проездных документов (паспорта и / или посадочного талона).
- В случае успешного распознавания и соответствия документов критериям доступа, первые двери открываются и пассажир проходит в зону автоматической идентификации.
- Первые двери закрываются.
- Оборудование кабины проверяет количество пассажиров внутри кабины, соответствие их личности просканированным документам по комплексу биометрических данных (с помощью технологии распознавания лиц, отпечатков пальцев, сканирования глаз).
- После успешного установления соответствия пассажиров валидным проездным документам вторые двери открываются и пассажир проходит в транспортное средство.

Одним из преимуществ является возможность ограничения мобильности человека, зафиксированного между двумя дверьми, в случае если к пассажиру требуется применить внешнее воздействие (например: арест находящегося в розыске; помощь потерявшемуся пожилому человеку). 

#### Автоматические турникеты
АСПК такого вида имеют одну автоматическую дверь (механизм работы схож с турникетами метрополитена в России). Основным недостатком такой системы является необходимость наличия аттенданта, который должен пресекать попытки пройти нескольким пассажирам по одному проездному документу. Ключевым преимуществом такой АСПК является возможность одновременного распознавания и документов и биометрических данных пассажира для последующей сверки, что ускоряет время прохождения АСПК.

#### Пункты двустороннего пропуска
В 2023 году используются в основном в морских портах, где направление пассажиропотока чередуется. Для экономии пространства АСПК оборудуется и программируется таким образом, чтобы осуществлять пропуск пассажиров в любом направлении.

### Алгоритм работы АСПК
По алгоритму работы функционирование АСПК можно разделить на два типа в зависимости от местах хранения персональных данных.

#### Хранение персональных данных пассажиром
Этот алгоритм работы является наиболее распространенным в 2023 году. 
- АСПК сканирует проездной документ (посадочный талон). Этот этап может отсутствовать за ненадобностью в современных АСПК с глубокой интеграцией с информационной системой аэропорта, что является яркой тенденцией в 2023 году.
- АСПК сканирует документы удостоверяющие личность и проверяет их подлинность (с помощью встроенной системы защиты от подделок)
- АСПК проверяет валидность посадочного талона (соответствие даты и места и имени текущим условиям по базе данных транспортного узла).
- АСПК распознает идентификационные данные пассажира из документа и проверяет возможность пропуска данного пассажира по критериям службы пограничного контроля
- АСПК сканирует биометрические данные пассажира (лицо, отпечатки, радужную оболочку глаз)
- АСПК устанавливает соответствие между биометрическими данными из документа и данными человека и удостоверяет его личность.
- На основании полученных данных принимает решение о пропуске пассажира[12]

#### Централизованное хранение персональных биометрических данных
Преимуществом является значительное ускорение работы АСПК, а недостатком - необходимость постоянной связи с централизованным хранилищем персональных данных. Кроме того, АСПК работающая лишь по такому алгоритму может быть значительно дешевле в производстве, благодаря упрощению и аппаратной и программной части. При таком уровне автоматизации пассажиру не требуется предъявлять никаких документов при проходе через АСПК. Такой алгоритм работы в 2023 году является наиболее перспективным.
- АСПК сканирует биометрические данные пассажира (лицо, отпечатки, радужную оболочку глаз)
- АСПК удостоверяет личность пассажира, определяя соответствие между данными централизованного хранилища и результатами сканирования
- АСПК принимает решение о пропуске пассажира (сверив данные пассажира с белым списком на пропуск в это время через эту АСПК)[12]

### Стандартизация
Разработка АСПК ведется с учетом возможности взаимозаменяемости и универсальности, с этой целью учитываются такие стандарты, как ICAO 9303, IEC 19794, IEC 19794, IEC TR 29195 и т.д.

## Распространение
АСПК распространены в мире и известны под названиями SmartGate, Global Entry и др., однако наиболее широко известны под названием eGates. Крупнейшими производителями в мире являются компании Thales (Франция), Secunet Security Networks AG (Германия), SITA (Нидерланды).  Глобальный рынок АСПК в 2022 году составил 1,8 млрд долларов. К началу 2023 году установлено более 4500 пунктов пропуска АСПК в 250 терминалах в более чем 80 странах.  

### Европа
Около 33% от общего числа точек пропуска АСПК находятся в 2023 году в Европе.

### Азия
В 2023 году более 40% из общего количества точек пропуска АСПК было установлено в азиатских странах.

#### Таиланд
В аэропорту Суварнабхуми в Бангкоке 16 устройств АСПК установлены в 2012 году, однако были предназначены для граждан Таиланда, а с декабря 2023 года в зоне вылета способны обслуживать граждан всех стран. 

### В России
В Шереметьево (г. Москва) АСПК "Сапсан", разработанная ООО "ГазИнтех", установлена в 2021 году в терминале С. 10 кабин АСПК расположены в зоне вылета и 10 - в зоне прилета. Совокупная пропускная способность составляет 2 000 человек в час. Может быть использована для идентификации личности граждан старше 18 лет, обладающих заграничными паспортами серий не ниже 75 с биометрическими метками.  
Во Внуково (г. Москва) и Кольцово (г. Екатеринбург) планируется установить АСПК в 2024 году. 